# الضربات الروسية على أوكرانيا في 29 ديسمبر 2023
في الصباح الباكر من يوم 29 ديسمبر من عام 2023، قامت القوات الجوية الروسية بقصف عنيف بالغارات الجوية والصواريخ والطائرات المسيرة على مناطق كثيرة في أوكرانيا كجزء من الحرب الروسية الأوكرانية والغزو الروسي لأوكرانيا الذي بدأ في عام 2022، وأسفرت الهجمات عن مقتل ما يزيد عن 41 أوكراني وإصابة أكثر من 160 أوكراني آخرين، فضلا عن أضرار وخسائر مادية هائلة في البنى التحتية الأساسية في أوكرانيا. أدانت الكثير من الدول الهجوم.